# Vriesea neoglutinosa
Vriesea neoglutinosa é uma espécie de planta do gênero Vriesea e da família Bromeliaceae. 

## Taxonomia
A espécie foi descrita em 1935 por Carl Christian Mez. 
Os seguintes sinônimos já foram catalogados:  
- Tillandsia glutinosa  Mart. ex Schult.f.
- Vriesea glutinosa  (Mart. ex Schult. & Schult.f.) Wawra

## Forma de vida
É uma espécie epífita, rupícola, terrícola e herbácea. 

## Descrição
Vriesea neoglutinosa é morfologicamente muito próxima a Vriesea procera com a qual é frequentemente confundida, especialmente nas restingas. As principais diferenças são a posição das folhas (suberetas vs. recurvadas), postura transversal das pétalas (fortemente recurvadas vs. muito levemente recurvadas), e a posição dos estames durante a antese (claramente exsertos vs. inclusos ou igualando a fauce da corola). Vriesea neoglutinosa é endêmica das restingas do estado do Rio de Janeiro, podendo também ocorrer em vegetação de inselbergs litorâneos. 
| Caule                                 | Caule                                           |
| ------------------------------------- | ----------------------------------------------- |
| propagação vegetativa                 | por broto lateral                               |
| Folha                                 |                                                 |
| roseta                                | infundibuliforme                                |
| forma da lâmina                       | triangular                                      |
| largura da lâmina                     | mais de 5 centímetros                           |
| ápice da lâmina                       | agudo                                           |
| maculada no ápice                     | não                                             |
| Inflorescência                        |                                                 |
| tipo de ramificação                   | racemo duplo                                    |
| posição                               | ereta/subereta                                  |
| posição das flores na raque           | dística                                         |
| posição das flores na antese          | patente                                         |
| posição das flor                      | não secunda                                     |
| ápice das brácteas florais            | reto                                            |
| carena das brácteas florais           | próxima do ápice                                |
| cor das brácteas florais              | vermelha/base vermelha e ápice amarelo ou verde |
| Flor                                  |                                                 |
| forma da pétala                       | oblongo lanceolada                              |
| forma do apêndice da pétala           | agudo                                           |
| cor da pétala                         | amarela                                         |
| posição dos estames fauce da corola   | exserto                                         |
| posição do pistilo e estame na antese | parte superior da corola                        |

## Conservação
A espécie faz parte da Lista Vermelha das espécies ameaçadas do estado do Espírito Santo, no sudeste do Brasil. A lista foi publicada em 13 de junho de 2005 por intermédio do decreto estadual nº 1.499-R. 

## Distribuição
A espécie é encontrada no estado brasileiro de Rio de Janeiro. 
Em termos ecológicos, é encontrada no domínio fitogeográfico de Mata Atlântica, em regiões com vegetação de restinga e vegetação sobre afloramentos rochosos.